# خطاکاران
خطاکاران  فیلمی مصری محصول سال 1969 با بازی ایلوش، راندا، اسماعیل یاسین و فریبا خاتمی به نویسندگی فواد القصص و کارگردانی فاوارق عجرما است.

### خلاصه فیلم
یک لوله کش با زنی بدکاره آشنا شده و به خاطر او خانه و خانواده اش را ترک می کند، این زن در دنیایی پر از گناه زندگی می کند، دوستان زن بدکاره مانع دوستی لوله کش با او میشوندو دختر فلج او را می ربایند.
لوله کش به خود می آید و به گناه خود پی می برد، تصمیم می گیرد پیش همسر و دخترش برگردد

## بازیگران
- ایلوش
- فریبا خاتمی
- اسماعیل یاسین
- راندا
- کهرمان